# Rosenbauer Karlsruhe

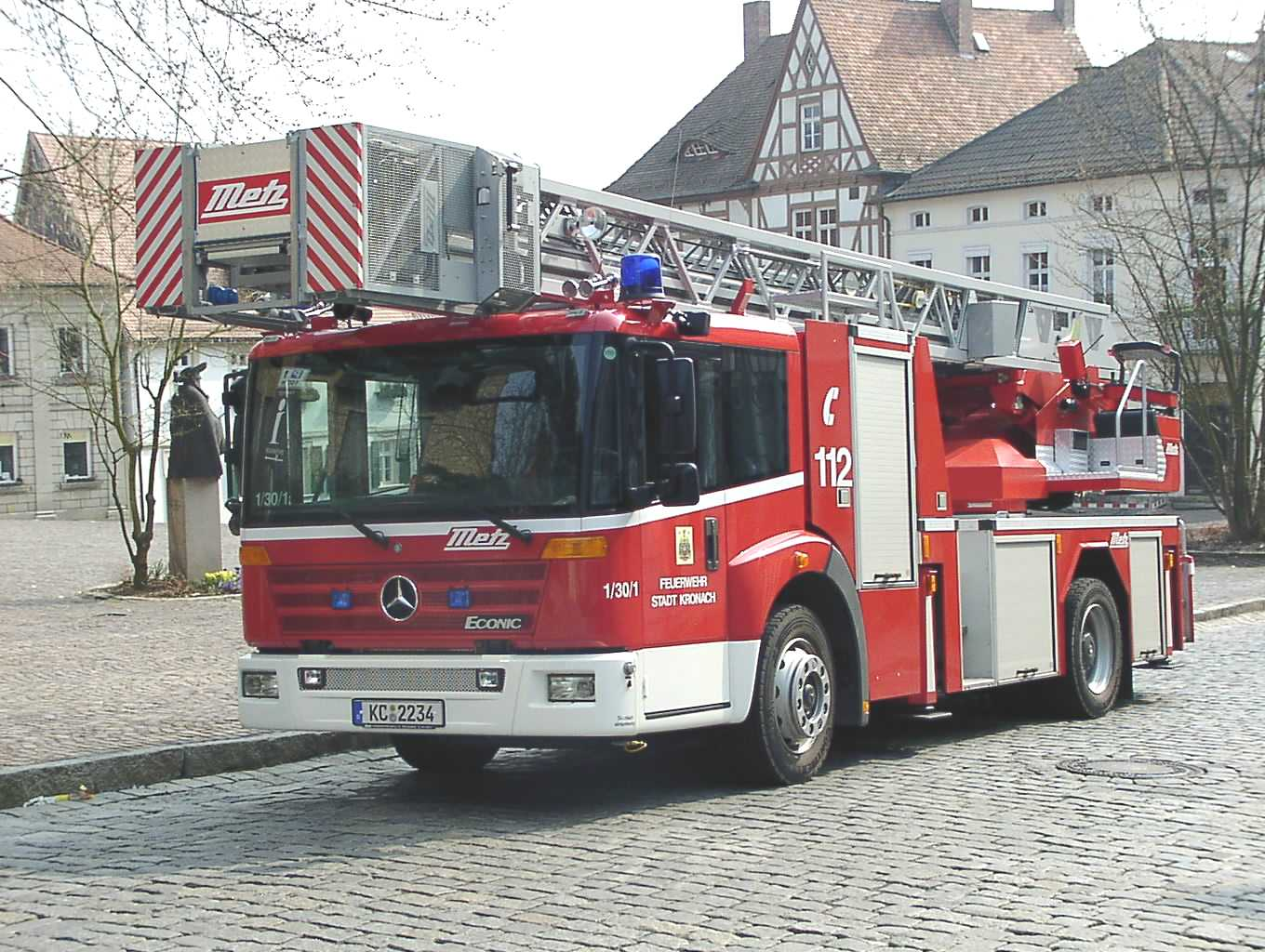
Metz-Drehleiter

Die Rosenbauer Karlsruhe GmbH & Co. KG (bis 2015 Metz Aerials GmbH & Co. KG) produziert Drehleitern und Hubrettungsbühnen für Feuerwehren. Bis 1998 war das als Maschinenfabrik Carl Metz gegründete Unternehmen ein Feuerwehrgerätehersteller mit Sitz in Heidelberg und später in Karlsruhe, seit 1998 ist es ein Tochterunternehmen der Rosenbauer International AG.

## Entstehung und Produkte

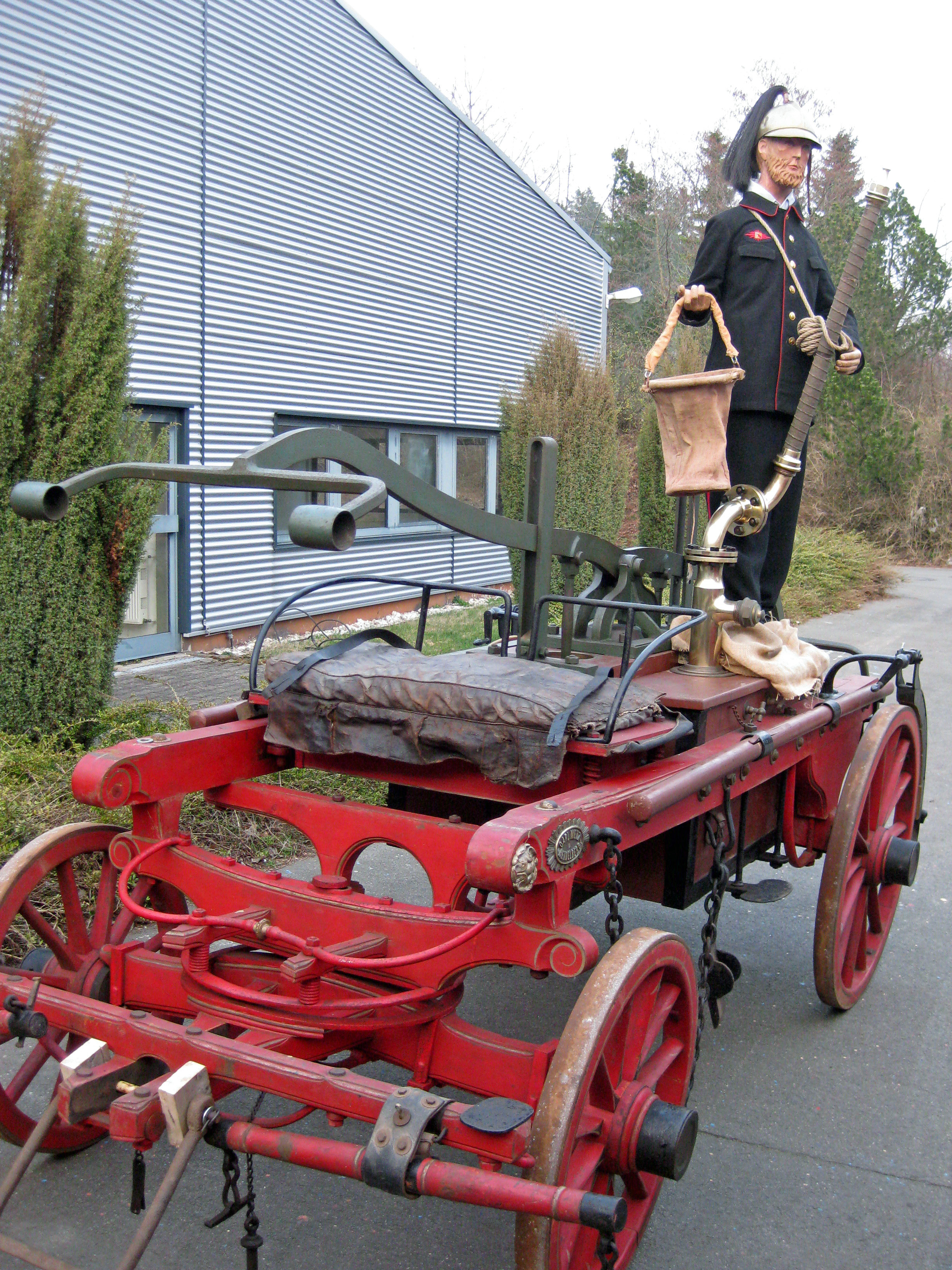
Landspritze Carl Metz No. 925 im Rheinland-Pfälzischen Feuerwehrmuseum Hermeskeil

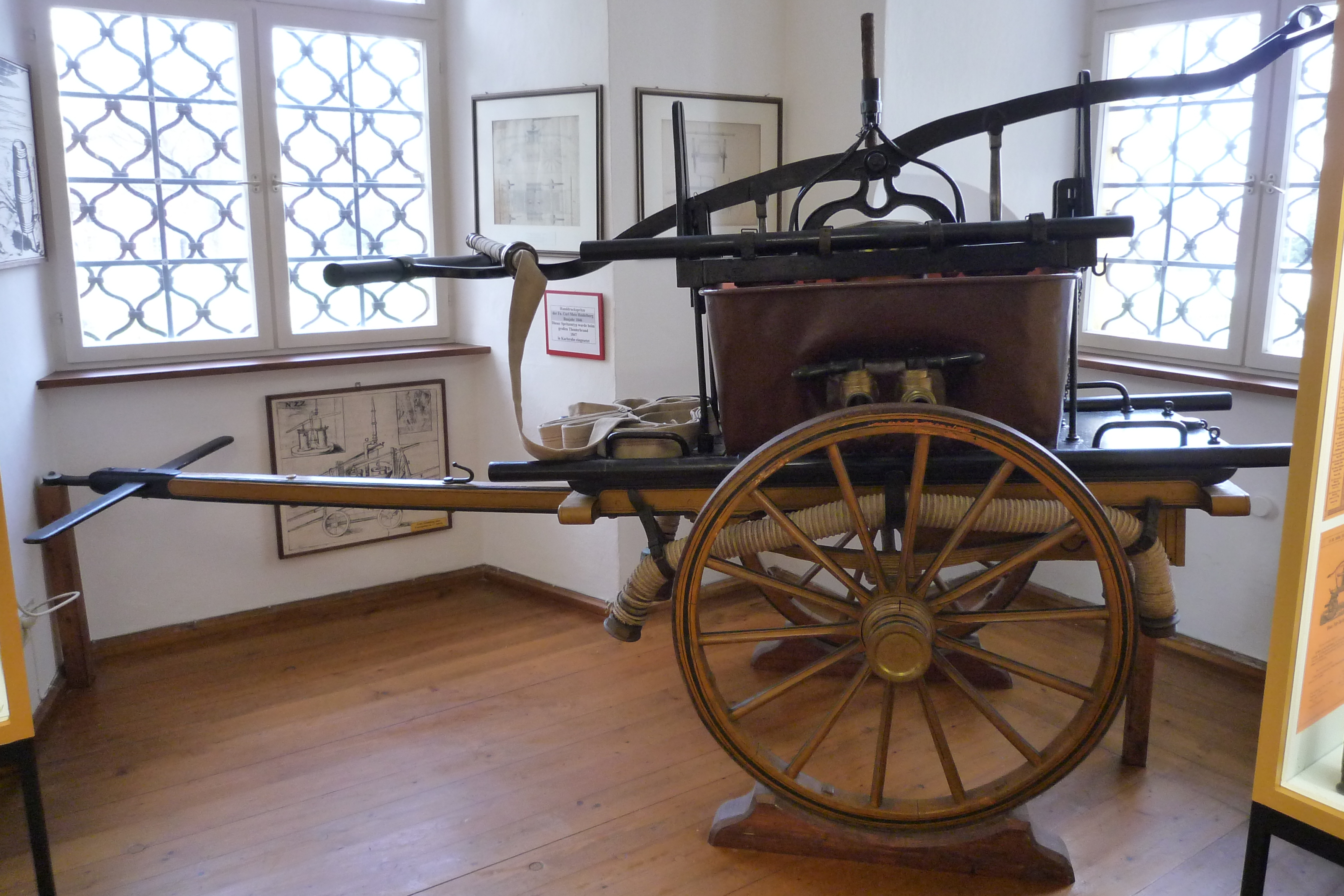
Metz-Handdruckspritze aus dem Jahr 1846, wie sie beim Karlsruher Theaterbrand von 1847 eingesetzt wurde

1842 gründete der Mechanikus Carl Metz in Heidelberg die „Maschinenfabrik Carl Metz“ zur Herstellung von Feuerlösch- und Rettungsgeräten. Schon ein Jahr später wurde mit der Konstruktion und serienmäßigen Fabrikation von handbetätigten, tragbaren Stadt- und Landspritzen, Saug- und Druckpumpen, Luftapparaten und Rettungssäcken begonnen. Als 1848 der Großbrand des Großherzoglichen Hoftheaters in Karlsruhe von dem Pompier-Corps bekämpft wurde, waren die Pumpen von Metz und die in effektiver Brandbekämpfung ausgebildeten Männer tagelang das Hauptthema in der überregionalen Presse. Das „Pompierkorps“ kam aus der Nachbarstadt Durlach, nicht aus Karlsruhe. Das Theater brannte mit zahlreichen Todesopfern vollkommen aus, das nahe gelegene Residenzschloss blieb unversehrt. Dies war für das Unternehmen der Durchbruch zum Erfolg. 1872 wurde bereits die tausendste Löschmaschine ausgeliefert.
Am 31. Oktober 1877 verstarb der Gründer Carl Metz. Seine Frau Babette, unterstützt von ihren Söhnen Carl und Adolf und seinem langjährigen Freund Ditteney, führte die Firma weiter. Später führten die Erben mit den im Laufe der Zeit hinzugekommenen Gustav Wilkens und Wilhelm Rücker sowie Curt und Henry Maquet und Heinrich Meyer die Firma als offene Handelsgesellschaft fort. Die Freiwilligen Feuerwehren Deutschlands errichten 1880 für Carl Metz in Heidelberg ein Denkmal mit der Inschrift „Carl Metz, 1818–1877, Begründer der Freiwilligen Feuerwehren“.
Am 25. November 1905 wurde das Unternehmen von Karl und Alfred Bachert übernommen. Noch im selben Jahr erwerben sie in der Bannwaldallee 44 in Karlsruhe ein bewaldetes Grundstück und errichten darauf eine Fabrik für die Gießerei und die Feuerwehrgerätefertigung. In mehreren Schritten wird die Produktion von Heidelberg nach Karlsruhe verlegt. 1907 lautete der Firmenname „Carl Metz, Heidelberg“, Spezialfabrik für Feuerlöschgeräte, Zweigniederlassung Karlsruhe, Büro und Lager Heidelberg, Fabrikation Karlsruhe. Ab 1909 wird der Hauptsitz nach Karlsruhe verlegt und Heidelberg als Zweigniederlassung geführt. Das erste Tanklöschfahrzeug auf einem Fahrgestell mit Motor wurde bereits 1908 präsentiert. Das Unternehmen Metz lieferte 1912 an die Berufsfeuerwehr Karlsruhe die erste Drehleiter mit 25 Metern Rettungshöhe auf einem 36-PS-Fahrgestell mit eingebauter Kreiselpumpe. 1920 wird das Werksgelände in der Bannwaldallee 44 verkauft und man bezieht das neue Firmengelände in der Liststraße 5. 1932 wird die Fabrik in Karlsruhe erweitert und die Zweigniederlassung in Heidelberg geschlossen. Die Fertigstellung des ersten Ganzstahlleitersatzes für eine Autodrehleiter erfolgte im Jahr 1924. Die Konstruktion einer hydraulischen Drehleiter mit mehreren Ölpumpen wurde 1935 patentiert. 1938 wird aufgrund der großen Nachfrage an Metz-Produkten in der Nähe des bestehenden Werkes das Gelände der ehemaligen Karlsruher Lokomotiven- und Maschinenbaugesellschaft in der Wattstraße 3 (heutiger Standort) erworben, und innerhalb kurzer Zeit wurden in den Hallen Produktionsstraßen zur Serienfertigung von Löschfahrzeugen, Pumpen und Drehleitern eingerichtet. Während des Zweiten Weltkrieges wurden 85 % der Firmengelände zerstört. Nach dem Krieg wurde die Firma durch Karl und Alfred Bachert neu aufgebaut.
1955 schied der dritte Gesellschafter, Alfred Kachel aus. Die Brüder Bachert waren damals 75 und 81 Jahre alt und kinderlos. Für die Fortführung ihres Lebenswerkes suchten sie sich die Carl Kaelble GmbH aus. Die Carl Metz OHG, die Gebrüder Bachert Metallgießerei sowie die Karlsruher Glockengießerei wurden am 11. April 1956 in die Carl Metz GmbH umgewandelt und von der Carl Kaelble GmbH übernommen. Zum Geschäftsführer wurde Erich Schad, Generalbevollmächtigter von Carl Kaelble bestellt. Das Unternehmen blieb im Kaelble-Gmeinder-Metz-Verbund weitgehend unabhängig. 1957 wurde die höchste Drehleiter der Welt mit einer Steighöhe von 60 Metern an die Volksrepublik China ausgeliefert. Die DL 60+2 war auf einem Kaelble-Dreiachser (KD680LF) montiert. Die erste vollhydraulische Metz-Drehleiter kam 1959 auf den Markt; die beiden ersten Leitern gingen an die Berufsfeuerwehr in Hamburg. Obwohl die konjunkturelle Lage schlecht war, entwickelte Metz 1967 die erste Drehleiter mit Selbststeuerkorb; ein stehender und zwangsgesteuerter Rettungs- und Arbeitskorb. Die zweite Drehleiter DL 60+2 wurde auf einer Kaelble KDV400z nach Moskau geliefert.
1969 erhielt Metz vom Frankfurter Flughafen den Entwicklungsauftrag für ein Flughafengroßtanklöschfahrzeug. Der Flughafen Frankfurt erhielt zwei der damals größten Löschfahrzeuge der Welt. Die Fahrzeuge wurden auf ein Vierachs-Allradfahrgestell von Faun aufgebaut. Die Fahrzeuge waren 20 Jahre am Frankfurter Flughafen im Einsatzdienst.
Die Familien Erich Schad, Teilgesellschafter der Carl Kaelble GmbH, übernahmen am 1. September 1976 im Tausch ihrer Kaelble- und Gmeinder-Anteile die Carl Metz GmbH. 1979 wurde erstmals an einer hydraulischen 53-Meter-Leiter ein zwangsgesteuerter Rettungskorb angebaut. In Verbindung mit diesem wurde 1980 eine Lagerung angeboten, welche die Rettung von verletzten Personen erlaubte: die „schwenkbare Krankentragenlagerung“.
In den Jahren 1975–1983 war Metz an dem Wasserwerfer-Programm des Bundesinnenministeriums beteiligt. Es wurden über 50 „WaWe“ auf 2- und 3-achsigen Daimler-Fahrgestellen (Hauben- wie Frontlenker) mit Gruppenfahrerhaus und aufgebautem, drehbaren Wasserstrahlrohr samt Zumischung an die Polizeien der Länder ausgeliefert. Praktisch konnten diese Spezialfahrzeuge auch im Brandschutz eingesetzt werden.
Zum 1. September 1984 wurde die Feuerwehrgerätesparte der Carl Metz GmbH zur TOTAL WALTHER Feuerschutz GmbH (unter anderem durch Feuerlöscher bekannt) und gehörte somit zum KRUPP-Konzern. Die Feuerwehrgerätesparte wurde ab diesem Zeitpunkt als Metz Feuerwehrgeräte GmbH fortgeführt. Am 1. Januar 1990 übernahm der Tyco-Wormald-Konzern die Total-Walther-Gruppe und gliederte Metz als selbständiges Unternehmen aus der Total-Walther-Gruppe aus.
Auf dem 26. Deutschen Feuerwehrtag (1990) wurde mit der DLK 23-12 PLC die erste elektronisch gesteuerte und überwachte Drehleiter mit Proportional-Hydraulik vorgestellt.
Das Unternehmen feierte 1992 sein 150-jähriges Bestehen. In diesem Jahr wurde auch die erste DLK 18 FA, eine Kombination aus Drehleiter und Löschfahrzeug, ausgeliefert. 1992 wechselte Metz den Inhaber. Diesmal übernahmen zum 1. Januar 1992 die Langbein-Pfannhauser-Werke AG in Neuss den traditionsreichen Betrieb. 1996 wurde das nahe Berlin befindliche Feuerlöschgerätewerk Luckenwalde (FGL) als Tochterunternehmen übernommen und firmierte seitdem als FGL-Metz GmbH. Am Standort Karlsruhe wurden Löschfahrzeuge, Rüstwagen und Drehleitern und am Standort Luckenwalde Löschfahrzeuge und Rüstwagen gebaut. Das 1997 entwickelte Ferndiagnosesystem „MOS“ (Metz-Online-Support) erlaubte nun einen schnellen und umfassenden Überblick über die Zustandsdaten der Metz-Drehleiter.
1998 ging Metz in den Besitz der Rosenbauer International AG in Leonding, Österreich über. FGL-Metz wurde kurz darauf in Metz-FGL umbenannt. Im Jahr 2001 wurde die Löschfahrzeug- und Rüstwagenproduktion komplett nach Luckenwalde verlagert. Karlsruhe konzentrierte sich ab diesem Zeitpunkt nur noch auf Hubrettungsfahrzeuge und wurde in die „Metz Aerials GmbH & Co. KG“ umfirmiert. 2002 wurde Metz-FGL in die Rosenbauer Feuerwehrtechnik GmbH umbenannt, welche im Metz-Werk in Karlsruhe ein Vertriebsbüro unterhält.
2005 wurde eine Hubrettungsbühne mit 32 m Höhe vorgestellt. Hiermit war es erstmals zur Zusammenarbeit mit dem deutschen Marktführer bei Hubarbeitsbühnen, WUMAG elevant, gekommen. Folgend entwickelten die beiden Hersteller weitere Geräte bis 52 m Höhe gemeinsam.
Innerhalb der Rosenbauer-Gruppe besteht seitdem eine Aufteilung der Produktlinien. Während Metz für Hubrettungsfahrzeuge zuständig ist, werden sonstige Feuerwehrfahrzeuge unter dem Namen Rosenbauer vertrieben. Metz Aerials gilt nach Magirus weltweit als zweitgrößter Hersteller von Drehleitern.
Seit Juni 2015 firmiert die Metz Aerials GmbH & Co. KG unter dem Namen Rosenbauer Karlsruhe GmbH & Co. KG. Das Stammkapital der GmbH wird vollständig von der Rosenbauer International AG in Leonding (Österreich) gehalten.
Die Rosenbauer Karlsruhe GmbH & Co. KG mit Metz Aerials GmbH & Co. KG war Bestandteil des 2011 ausgehobenen Feuerwehrfahrzeuge-Kartells.